# Чемпионат мира по горному бегу 2017
33-й чемпионат мира по горному бегу прошёл 30 июля 2017 года в городе Премана (регион Ломбардия, Италия). Участники соревновались в дисциплине горного бега «вверх-вниз». Разыгрывались 8 комплектов наград: по четыре в индивидуальном и командном первенствах (мужчины, женщины, юниоры и юниорки до 20 лет). Среди юниоров могли выступать спортсмены 1998 года рождения и моложе.
Италия в рекордный девятый раз принимала чемпионат мира по горному бегу. Турнир впервые состоялся в середине лета: предыдущие розыгрыши проводились преимущественно в сентябре. С момента предыдущего крупного турнира сезона, чемпионата Европы в Словении, прошло всего три недели.
Соревнования были одной из частей бегового фестиваля в Премане, главным событием которого являлся 25-й традиционный пробег Giir di Mont, в рамках которого 6 августа были разыграны медали чемпионата мира по длинному горному бегу.
В 2017 году на турнире впервые было достигнуто равенство полов: мужчины и женщины стали бежать одинаковую дистанцию, равно как юниоры и юниорки. Кроме того, заявка мужских сборных была сокращена с 6 до 4 человек, а в командное первенство стали идти три лучших результата (как уже не один год было у женщин и юниоров).
Круговая трасса длиной 6,5 км и перепадом высот 430 метров была проложена по склонам окрестных гор в долине Вальварроне. Старт находился около Этнографического музея Преманы, часть трассы проходила по городским улицам. Мужчины и женщины бежали два круга, юниоры и юниорки — один.
Забеги прошли в тёплую и солнечную погоду. На старт вышли 288 бегунов (104 мужчины, 68 женщин, 60 юниоров и 56 юниорок) из 35 стран мира. Каждая страна могла выставить до 4 человек в каждый из забегов. Сильнейшие сборные в командном первенстве определялись по сумме мест трёх лучших участников.
Сильнейшей командой по итогам чемпионата стала Уганда, выигравшая пять золотых медалей, в том числе три в индивидуальном зачёте. Открыл счёт победам юниор Оскар Челимо, опередивший хозяина соревнований Даниэля Паттиса почти на минуту.
Следом за ним в похожем стиле чемпионкой среди юниорок стала Риспер Чебет, быстрее остальных преодолевшая трассу в 6,5 км. Турчанка Бахар Аталай проиграла ей 1 минуту 16 секунд. Сборная Румынии стала сильнейшей в командном первенстве и завоевала первую золотую медаль турнира в своей истории.
В женском забеге к концу первого подъёма определилась группа лидеров из четырёх человек, которую возглавляла действующая чемпионка Андреа Майр. На спуске первое место перешло к Люси Муриги из Кении, которой удалось заработать небольшой отрыв. На втором круге она увеличила преимущество и спокойно довела дело до победы — первой в истории Кении на чемпионатах мира по горному бегу. Майр во второй раз в карьере стала серебряным призёром на непрофильной для себя трассе «вверх-вниз». Вместе с ней за вторую позицию боролась чемпионка Европы Мауде Матис из Швейцарии, но на заключительных километрах она заметно сдала и пропустила вперёд британку Сару Танстолл.
Мужской забег вновь складывался по сценарию легкоатлетов из Уганды. После непродолжительного лидерства итальянца Бернарда Дематтеиса уже к концу первого круга африканцы втроём захватили лидерство в забеге. На второй половине дистанции они не позволили приблизиться преследователям и разыграли между собой медали. На подъёме от соотечественников попытался убежать действующий чемпион мира среди юниоров Джоэль Айеко, но на заключительном спуске лучше был Виктор Киплангат. Он опередил Айеко на 19 секунд и стал самым молодым чемпионом мира: в день старта ему было всего 17 лет (серебряный призёр Айеко был на год старше). Дополнил подиум чемпион 2015 года Фред Мусобо.

## Расписание
| Дата         | Время | Забег   |
| ------------ | ----- | ------- |
| 30 июля 2017 | 09:00 | Юниоры  |
| 30 июля 2017 | 09:15 | Юниорки |
| 30 июля 2017 | 10:30 | Женщины |
| 30 июля 2017 | 12:30 | Мужчины |

Время местное (UTC+2:00)

## Призёры
Курсивом выделены участники, чей результат не пошёл в зачёт команды.

### Мужчины
| Дисциплина                                 | Золото                                                                | Золото   | Серебро                                                                        | Серебро | Бронза                                                                       | Бронза   |
| ------------------------------------------ | --------------------------------------------------------------------- | -------- | ------------------------------------------------------------------------------ | ------- | ---------------------------------------------------------------------------- | -------- |
| 13 км перепад высот: +860 м −860 м         | Виктор Киплангат Уганда                                               | 52.31    | Джоэль Айеко Уганда                                                            | 52.50   | Фред Мусобо Уганда                                                           | 53.57    |
| 13 км (команды)                            | Уганда · Виктор Киплангат · Джоэль Айеко · Фред Мусобо · Саймон Ругут | 6 очков  | Италия · Ксавье Шеврье · Бернард Дематтеис · Мартин Дематтеис · Чезаре Маэстри | 22 очка | США · Джозеф Грей · Патрик Смайт · Бретт Хейлс · Энди Уоккер                 | 32 очка  |
| Юниоры 6,5 км перепад высот: +430 м −430 м | Оскар Челимо Уганда                                                   | 26.46    | Даниэль Паттис Италия                                                          | 27.42   | Тейлон Халл США                                                              | 28.01    |
| Юниоры 6,5 км (команды)                    | Уганда · Оскар Челимо · Энтони Айеко · Джейкоб Лимо                   | 13 очков | Румыния · Дорин Русу · Габриэл Буларда · Адриан Гарча · Петер Херман           | 22 очка | Италия · Даниэль Паттис · Андреа Пранди · Андреа Ростан · Стефано Мартинелли | 25 очков |

### Женщины
| Дисциплина                                  | Золото                                                                    | Золото   | Серебро                                                                 | Серебро  | Бронза                                                                                | Бронза  |
| ------------------------------------------- | ------------------------------------------------------------------------- | -------- | ----------------------------------------------------------------------- | -------- | ------------------------------------------------------------------------------------- | ------- |
| 13 км перепад высот: +860 м −860 м          | Люси Муриги Кения                                                         | 1:01.26  | Андреа Майр Австрия                                                     | 1:02.44  | Сара Танстолл Великобритания                                                          | 1:04.16 |
| 13 км (команды)                             | США · Эллисон Маклафлин · Эдди Брейси · Кейси Энман · Кейтлин Паттерсон   | 26 очков | Италия · Аличе Гаджи · Ивана Иоцциа · Сара Боттарелли · Роберта Чаппини | 32 очка  | Чехия · Люцие Маршанова · Павла Схорная-Матяшова · Камила Грегорова · Адела Странская | 41 очко |
| Юниорки 6,5 км перепад высот: +430 м −430 м | Риспер Чебет Уганда                                                       | 31.46    | Бахар Аталай Турция                                                     | 33.02    | Лорен Грегори США                                                                     | 33.33   |
| Юниорки 6,5 км (команды)                    | Румыния · Алексия Хечико · Габриэла Дорофтей · Ирина Бордяну · Юлия Зудор | 24 очка  | США · Лорен Грегори · Квинн Макконнелл · Солил Гейлорд · Юлия Яшке      | 30 очков | Италия · Паола Варано · Линда Палумбо · Гайя Колли · Анна Фриджерио                   | 33 очка |

## Медальный зачёт
Медали завоевали представители 9 стран-участниц.
 Принимающая страна
| Место | Страна         | Золото | Серебро | Бронза | Всего |
| ----- | -------------- | ------ | ------- | ------ | ----- |
| 1     | Уганда         | 5      | 1       | 1      | 7     |
| 2     | США            | 1      | 1       | 3      | 5     |
| 3     | Румыния        | 1      | 1       | 0      | 2     |
| 4     | Кения          | 1      | 0       | 0      | 1     |
| 5     | Италия         | 0      | 3       | 2      | 5     |
| 6     | Австрия        | 0      | 1       | 0      | 1     |
| 6     | Турция         | 0      | 1       | 0      | 1     |
| 8     | Великобритания | 0      | 0       | 1      | 1     |
| 8     | Чехия          | 0      | 0       | 1      | 1     |
| Всего | Всего          | 8      | 8       | 8      | 24    |